# Vlag van Kanagawa

Vlag van Kanagawa (ratio 2:3)

De prefecturale vlag van Kanagawa bestaat uit een wit vlak met een rood gestileerd kanji 神 [kami] (wat "god" betekent) (of geesten die worden vereerd in het Shintoïsme) in de vorm van het zegelschrift. Kanagawa heeft de beroemde zeehaven in Yokohama, die lange tijd is gebruikt als hoofdingang van Japan. Daarom zijn de kleuren rood en wit uit de Japanse vlag gekozen voor de prefecturale vlag. De prefecturale vlag werd op 4 november 1948 aangenomen.